# 着飾る恋には理由があって
『着飾る恋には理由があって』（きかざるこいにはりゆうがあって）は、2021年4月20日から6月22日までTBS系「火曜ドラマ」枠で放送されていた金子ありさ脚本によるテレビドラマ。主演は川口春奈。
着飾ることで自分の居場所を得ていたヒロインが、ルームシェアで価値観の異なる人々とひとつ屋根の下で同居しながら、恋をしたり、友情を深める中で、自分らしく生きていく姿を描く「うちキュン」ラブストーリー。
出演キャストの川口春奈と横浜流星は、2021年2月28日午後4時からドラマ公式SNSで生配信され発表された。
最終回直前企画として、横浜流星と丸山隆平が6月19日に公式Instagramで緊急インスタライブを開催。

## あらすじ
インテリアメーカー「el Arco Iris（エル・アルコ・イリス）」の広報担当として勤務する真柴くるみは、宣伝のためのSNSで多数のフォロワーを抱えるインフルエンサーとなり、日々更新に追われている。彼女の仕事熱心さの根底には尊敬する社長・葉山祥吾への片思いがあり、同社初の路面店オープンの成功とフォロワー10万人突破を当面の目標としていた。くるみは年上の友人で「姉御」と慕うフードスタイリスト・早乙女香子が住む表参道のマンションへ引っ越し、料理人の藤野駿をはじめとした年齢も職業もバラバラな人々とルームシェアをすることになる。オープニングイベントに際してケータリングが用意できないトラブルが発生し、くるみは駿に依頼を持ち掛けるが、自社製品の使用やSNSでの見栄えにこだわるくるみの態度は駿の機嫌を損ね、依頼を断られる。イベント当日、くるみは突然葉山が社長を退任し、会社からも退職したと伝えられる。くるみはその事実を隠しながらイベントを成功させ、フォロワーの目標突破を成し遂げたものの、葉山がそのまま連絡を絶ち、さらに社の方針で当分の間SNSを中止するよう命じられ、落ち込んでしまう。
駿をはじめ同居人たちは彼女を気遣い、海外留学を控えた香子の送別会を兼ねて花見を企画する。しかし当日、オフレコにしていた葉山退任の情報が洩れ、くるみは対処に追われて花見に行けぬままとなった。物語ではこの流れの中で、同居人たちの間では寺井陽人からくるみへの思いが芽生え、作品作りに悩む不愛想なアーティスト・羽瀬彩夏のスランプ脱出、香子の歳を重ねることへの思い、そして駿が料理人として挫折した過去を抱えていることなどが明らかになる。ようやく仕事を片付けたくるみを駿は出迎え、彼女のために料理をふるまう。生活観の違いなどで反発することも多かった二人は和やかに酒を酌み交わすが、ふと自然に引かれあうようにキスをしてしまい、互いに動揺する。
その頃くるみは仕事でミスをし、休暇を取るよう勧められる。丁度彩夏の作品がコンクールの最終選考に残ったということもあり、仕事で行けない香子を除いた同居人4人は、近くのキャンプ場でキャンプをし彩夏の結果発表を見に行くことを決める。彩夏の作品は落選し、慰めようとしたくるみに八つ当たりしてしまう彼女だったが、陽人の尽力もあり2人は和解する。休暇中にもかかわらず、後輩の茅野七海らからは仕事の連絡がひっきりなしに入り続け、くるみは休むことができない。駿はそんなくるみにデジタルデトックスをさせ、2人きりになった夜、くるみの夢を見たと話し始める。「私のこと好きなのかもね」とからかうくるみに、駿は「多分好きだね」と告白する。
しかしその後の駿の行動からは自身に対する本心がつかめず、くるみは混乱する。急遽新社長の細貝雄一の代わりに有名デザイナー・呉美恵との対談相手に指名されたくるみは、彼女の好物がモナカだと知る。以前駿からもらったモナカを思い出し、店を聞こうとするが駿も仕事仲間からもらったもので分からないと言う。モナカは買えずじまいだったが対談は成功。家に戻ったくるみは駿からそのモナカをプレゼントされる。仕事仲間に聞き回って見つけたと話す駿に、くるみはハグを求め、抱きしめられながら思いを伝える。
2人は互いの気持ちを確かめあったが、くるみは価値観の違いに不満を募らせる。香子の元夫・小林礼史が早乙女家を訪れ、陽人の相談者である舟木千春が駿のキッチンカーに立てこもるなど騒動が巻き起こる中、くるみは駿への思いを再確認し「何もかも正反対だがもっと知りたいと思えるうちは一緒にいたい」と告白する。駿はキッチンカーの窓越しにキスをする。
ある雨の日、くるみは葉山に再会する。トランクを盗まれ行くあてがなかった葉山を早乙女家に招き、駿は葉山と意気投合する。自分のかつての想い人に嫉妬しない駿に混乱するくるみ。しかし、陽人から「駿は大事に思っていればいるほどすぐ手を離す」ことを聞く。くるみは実家がある初島で作られているランプが気になっているが、商品開発部でないことなどから迷っている。駿はくるみの背中を押し、手を離すような発言をする。くるみはそんな駿の口を塞ぎ、自分が好きなのは駿であることを伝える。
くるみは初島へと向かい、気になっていたランプを買い付けようとするも工房の主人に断られる。葉山もランプを見に初島を訪れ、駿はくるみに会いに来て、2人はくるみの実家に泊まる。買い付けに失敗し落ち込むくるみを駿は慰める。くるみの母・すみれは自分が行って話してこようと言い出し、放っておいてほしいくるみと喧嘩になってしまう。駿はすみれからどれだけくるみを心配しているかを聞き、自分はキラキラしたインスタグラムの裏を知っていると話し出す。それを聞いたすみれは嬉し涙を流し、駿にくるみを頼む。帰りの船でくるみはすみれと仲直りをし、次の買い付けに意気込む。
東京に戻った駿は、元彼女である福本葉菜から店の手伝いを頼まれ動揺するが、くるみに背中を押され覚悟を決める。泊まり込みで試作に励む日々が続く駿だったが、香子からもらったフレンチディナーデートは必ず行くと約束。しかし、仕事が長引き約束の時間に間に合わなくなってしまう。そのことを聞いた葉山は、駿の代わりに行くことを香子に打診し、くるみのもとへ走る。駿もくるみのもとへ走っていたが葉山の方が早く、くるみの名前を叫ぶも気づかれず、ショックで追いかける気にもなれなかった。
後日謝罪した駿はくるみに許され、デートの約束をし直す。同じ頃、くるみがインスタグラムに投稿したバッグに盗作疑惑が持ち上がり、くるみのインスタグラムは炎上。シェアハウスの面々はくるみを励まそうと手料理を振る舞い、そこで陽人と彩夏が付き合っていることを明かす。一方くるみは自ら願い出て店舗勤務になるが、そこでも接客は控えるよう言われ落ち込む。
渓流釣りのデートにて、駿が北海道での出店の話を持ちかけられていることを明かすと、くるみは自身が駿と北海道に行くことを想像し話し始める。駿に逃げていることを指摘されたくるみは涙ぐみ、一人で帰る。そこに仕事関連の連絡が入り、くるみは思わず葉山に連絡する。会った瞬間、泣きながら悩みを相談するくるみ。葉山はそんな彼女を人目につかないよう抱きしめる。
同じ頃、駿は北海道フェスの手伝いを頼まれる。そこで駿は北海道での出店の話を引き受けることをくるみに告げる。くるみは東京でバイヤーを目指すと宣言。一方、盗作疑惑が持ち上がっていたデザイナーの藤堂が謝罪会見を開き、くるみの無実は証明されたが未だインスタグラムの更新は出来なかった。
少しして、北海道フェスで出会った夫婦が駿にケータリングを依頼する。そこで駿から「大事なものから逃げてはいけない」と説得されたくるみは、ついにインスタグラムを更新する。同日、くるみは葉山が突然トルコに発つと知り、彼を追いかけこれまでの感謝を伝える。葉山はくるみに「片思いじゃなかった」と告げ、トルコに発つ。陽人と彩夏は結婚を決める。
9月になり、くるみは以前より出していた商品企画部への異動願いが却下されたこともあり、退職を決断する。陽人と彩夏の結婚式にて、くるみが立ち上げたオンラインショップ「MAMESHIBA ROOM」にあった岩切工房のランプを見かけた呉美恵が、紹介を申し出る。呉美恵が投稿すると瞬く間に拡散され、世界と繋がり、喜ぶくるみを見た駿はキッチンカーで全国を周ることにしたと告げる。くるみは呆れるが、「着飾る理由はあなたに素敵と言ってほしいから」との旨のことを駿に言う。駿はその言葉を聞き、「俺と付き合って下さい。一生」とプロポーズをする。
5年後、駿はとある地域にキッチンカーで訪れていた。遅れて着いた車からはくるみと小さな女の子が降り、駿はくるみを妻と、小さな女の子を娘のあかりと紹介したのだった。

## キャスト

### 主要人物
真柴くるみ（ましば くるみ）〈26 → 27〉
演 - 川口春奈
本作の主人公。静岡県初島出身。インテリアメーカー「el Arco Iris（エル・アルコ・イリス）」の広報。
業務内容はプレスリリースやメルマガの作成、メディアの取材対応、広告宣伝のPR活動を担当し、会社の宣伝のためと始めたSNSで10万人近くのフォロワーを誇るインフルエンサー。
社長の葉山に7年間にわたり密かに想いを寄せ、いつかバイヤーになることを夢見ている。
日々の業務に追われ契約更新を忘れていたためにマンションを追い出されて、「姉御」と慕う唯一の女友達である香子を頼り彼女の所有する表参道の高級マンションでルームシェアをすることとなる。
藤野駿（ふじの しゅん）〈26〉
演 - 横浜流星
札幌出身。父は天文学者、母は栄養士。キッチンカーでカレー一品のみのバル「Fuji Bal（フジバル）」を営業する料理人。
ミニマリスト。過去に出店したスペイン料理店「Hortensia（オルテンシア）」を潰してしまった苦い経験から夢や野心を捨ててしまい、純利益を10万円稼げればいいという経営方針で休みを多くとり、雨の日は休むなどマイペースに仕事をしている。くるみのことを韻を踏んで「マメシバ真柴」と呼ぶ。
寺井陽人（てらい はると）〈36〉
演 - 丸山隆平
オンラインで悩み相談を請け負う関西人のカウンセラー。駿のはとこ。新しい同居人であるくるみに好意を抱き積極的にアプローチを図るが、くるみから相談を受けたため「相談者には手を出さない」というマイルールを厳守し恋愛対象から外す。かつて大学病院に勤務していた。
普段は落ち着いた様子であるが、彩夏が清水に呼ばれた際は早とちりし、「ええかげんにせえよ！」と怒鳴った。陽人はこの時のことについて「彩夏が清水とよりを戻したら嫌だと思った」という旨の発言をしている。
彩夏が絵をやめるか迷っていることを知った際は支えたい一心でプロポーズをしたが、彩夏に「同情だ」と怒られる。彼女が絵を捨てた際にはその絵を保管し、「好きなのだったら仕方がない、100%やめることはない」と助言する。
羽瀬彩夏（はせ あやか）〈33〉
演 - 中村アン
現代アートの絵画やオブジェを作るアーティストの卵。近所の高級スーパーでデリバリーのバイトをしており、そのきっかけで香子と知り合い生活苦を知られルームシェアに誘われた。共有リビングにはほとんど姿を見せず、他の同居人たちへの文句は付箋にメッセージを書いて伝える。作品制作では出来が気に入らないと騒ぎながら斧で破壊しようとするなど、エキセントリックな行動も取る。
絵を書き始めて10年目にして「破壊と創造」という題名の絵が「ART NEW WAVE 2021」の最終選考に残るも落選する。
バイト先の先輩・清水と「付き合ってはいないが泊まる」関係であり、体調を崩した際には妊娠疑惑が持ち上がった。しかし検査結果は陰性であり、判明すると安心したような残念がるような涙を流した。
人物画を見たいという依頼を受け、陽人にモデルを依頼する。妊娠疑惑の一件から陽人とはあまり喋っていなかったが、ある日突然キスをする。
清水を怒鳴った陽人から自身に関する想いを聞いたときは「私が好きなのは陽ちゃんだけだから」と想いを伝え、後ろから抱きしめられている。
自分の才能を信じ続けて絵を書くことに疲れ始めており、絵をやめるかどうか相談した陽人に相談された際は「ほしいのはその言葉じゃない」と憤る。ついには絵をやめアート系の本屋に就職することを決め、絵も全て廃棄した。しかし、翌朝になって捨てたことを後悔しゴミ捨て場へと走り出す。ゴミ収集車には追いつけなかったが、廃棄した絵は陽人が保管しており、それがきっかけで陽人にプロポーズする。プロポーズの際、「頭に浮かんだ絵が幸せそうな家族の絵だったから」と言った。
葉山祥吾（はやま しょうご）〈40〉
演 - 向井理
「el Arco Iris」創業社長。くるみが密かに想いを寄せる相手。取締役会で他の役員から批判を受け社長を退任し、「el Arco Iris」を退社するとマンションを引き払い、くるみたちの前から姿を消す。その後日本に帰国し、くるみの住むシェアハウスで暮らし始める。
姿を消していた際はトルコに渡航しており、佐藤真司（さとう しんじ）名義でくるみに身の回りのものを送っていた。駿には「身の回りのものを送るとなったとき、最初に浮かんだのが真柴だった」とこぼす。
最終話で突如トルコに発つ決断をし、くるみに「片思いをバネに頑張ってこれた」と言われた際には「片思いじゃなかったよ、気づくのが少し遅かっただけ」と答えている。
くるみが「MAMESHIBA ROOM」を立ち上げ呉美恵により人気を得たときには、祝福の言葉と「とんでもないライバルが現れた」とメッセージを送る。
30歳の時に結婚をしたが、3年ほどで離婚している。
早乙女香子（さおとめ こうこ）〈50〉
演 - 夏川結衣
人気フードスタイリスト。くるみが「姉御」と慕う唯一の女友達。
くるみがカフェでバイトをしていた頃からの知り合いで、契約更新を忘れマンションを追い出された彼女を自身の所有する表参道の高級マンションのルームシェアに招き入れる。くるみを招く1年前に離婚しており、心機一転のため数か月後に豪州への語学留学を控え、留学中に部屋のメンテナンスとペットの犬・こうじの世話をすることを条件に自宅マンションを若者たちに安く貸し与える。
送金詐欺の被害に遭い、現地のコーディネート会社に収めた留学費用を騙し取られてしまう。
礼史から復縁を持ちかけられた際は迷ったが、今が幸せであることを理由に断る。その際、くるみに「隣に誰もいなくて大丈夫か」と聞かれたが、「私には私がいる」と答えている。

### 「el Arco Iris」の関係者
インターネット通信販売で若者から支持を集めるインテリアメーカー。社名はスペイン語で虹という意味。路面店事業に進出する。
松下宏太郎（まつした こうたろう）〈45〉
演 - 飯尾和樹（ずん）
広報課・課長。課長なのに後輩社員からも突っ込まれる。
茅野七海（かやの ななみ）〈24〉
演 - 山下美月（乃木坂46）
くるみの広報課の後輩。短大卒であり入社3年目。文章力が高く、公式文書を書くことを得意とする。
しっかり者だが、感情が分かりにくい所がある。酔うと誰にでもキスをする癖がある彼氏がいるが、秋葉に告白され、気まずさ故くるみの仕事の手伝いに立候補する。
秋葉亮（あきば りょう）〈23〉
演 - 高橋文哉
広報課の新入社員。茅野に恋をする。
桂木裕子（かつらぎ ゆうこ）〈35〉
演 - 木本夕貴
社長秘書。葉山退任後は新社長の細貝の秘書となる。
細貝雄一（ほそがい ゆういち）〈42〉
演 - 赤ペン瀧川
葉山とともに「el Arco Iris」を立ち上げた敏腕副社長。葉山が社長退任後は陣頭指揮を執り、くるみに当分の間SNSを中止するよう命じる。後日社長に就任する。

### 真柴家
真柴すみれ（ましば すみれ）
演 - 工藤夕貴
くるみの母。初島で一人暮らしをしている。

### その他
小林礼史（こばやし れいじ）
演 - 生瀬勝久（第3話 - ）
香子の元夫。会社員だったが退職し、プロゲーマー。海外の美術館で香子の前に横入りした人を注意したことで香子と出会う。結婚生活の終盤では同じ家にいるにもかかわらず携帯電話でしか連絡を取り合わず、ある日突然「君とはもう暮らせない」と家を出ていく。
犬ではなく猫が飼いたかった、こうじの名前を呼びにくいため「みそ」にしたかった、など香子とは様々な価値観の違いがあった。
体調を崩し緊急搬送された際は、香子と夫婦生活をやり直したいと言うが、充実した生活を送る香子からは断られる。それ以降は、香子と「友達以上家族未満」の関係になる。
舟木千春（ふなき ちはる）
演 - 黒川智花（第3話 - ）
陽人のオンラインカウンセリングの相談者。りんごジュースが好物。陽人に好意を抱いている様子。
陽人が大学病院に勤務していた頃の看護師で、疲れた彼にフルーツジュースを差し入れていた。体調不良により看護師は退職し、現在は会社勤めである。
陽人に「カウンセラー以上に思ってくれているのだったらその思いに応えることはできない」と言われた際には突然ビデオ通話を終了し、駿のキッチンカーに立てこもる。その時の「自分の価値は自分で決める」との言葉に胸を打たれ、自身の今後を考えることとこれまでの感謝を陽人に伝える。
福本葉菜（ふくもと  はな）
演 - 山本千尋（第4話 - ）
駿の元彼女。レストラン「Hortensia」のオーナーの娘で、ホールスタッフも務めていた。

### ゲスト

#### 第2話
清水
演 - 加治将樹（第4話）
彩夏がアルバイトする高級スーパーの先輩。彩夏とは「付き合ってはいないが泊まる」関係。保育士の幼馴染との結婚を控えている。

#### 第3話
堀内
演 - 貴山侑哉
香子のフードコーディネート会社のスタッフ。香子に留学費用の送金詐欺に遭ったことを報告する。

#### 第4話
呉美恵（ウー・メイフェン）
演 - 加藤侑紀
台湾台北市出身の有名デザイナー。1987年4月9日生まれ。国立台湾芸術大学インテリアデザイン学科卒業。モナカが好物。葉山とは3年前にイスタンブールで偶然遭遇している。
畠山法子
演 - 森谷ふみ
「蕎麦きゅう」の店員。

#### 第8話
丹羽
演 - 森久保祥太郎
レストラン「Hortensia」の客。
丹羽知子
演 - 小林沙苗
レストラン「Hortensia」の客。丹羽の妻。
梶尾一太
演 - 坂田聡
梶尾製紙社長。くるみがSNSで相互フォローしている人物。再生資源で段ボールを製造しており、海外でスタートアップする会社に積極的に投資している。。
福本
演 - 近江谷太朗

#### 第9話
塩見
演 - 横澤夏子
「el Arco Iris」店舗の客。
古賀
演 - 小田井涼平
香子が予約したフレンチレストランのシェフ。
皆本
演 - 奥村佳恵
「el Arco Iris」店舗の社員。

#### 最終話
桜庭
演 - 坪倉由幸（我が家）
桜庭みゆ
演 - 佐々木みゆ

## スタッフ
- 脚本 - 金子ありさ
- プロデュース - 新井順子
- 演出 - 塚原あゆ子、棚澤孝義、府川亮介
- 編成 - 松本友香、川島優子
- 音楽 - 神山羊、兼松衆、田渕夏海
- 主題歌 - 星野源「不思議」（SPEEDSTAR RECORDS）[21][22]
- 取材・美術協力 - SEMPLE
- SNSアドバイザー - 山田雅之
- オンラインカウンセリング監修 - 三浦純
- 料理監修 - 大野文彦、中村哲、平塚未来
- キッチンカー監修 - 松本竜太、高井智久
- 製作 - TBSスパークル、TBS

## 放送日程
| 放送回                                                                      | 放送日  | サブタイトル                    | 演出       | 視聴率 |
| --------------------------------------------------------------------------- | ------- | ------------------------------- | ---------- | ------ |
| EPISODE:01                                                                  | 4月20日 | 背伸びして頑張るのは何のため?   | 塚原あゆ子 | 9.1%   |
| EPISODE:02                                                                  | 4月27日 | 共同生活の甘い罠!? 動き始める恋 | 塚原あゆ子 | 8.2%   |
| EPISODE:03                                                                  | 5月04日 | キャンプで大波乱! 恋の急展開!?  | 棚澤孝義   | 6.8%   |
| EPISODE:04                                                                  | 5月11日 | シェアハウスに予期せぬ嵐が…!    | 塚原あゆ子 | 7.8%   |
| EPISODE:05                                                                  | 5月18日 | もどかしい恋 私ただのお隣さん?  | 棚澤孝義   | 8.2%   |
| EPISODE:06                                                                  | 5月25日 | 社長が帰還! カオスな三角関係!?  | 塚原あゆ子 | 7.8%   |
| EPISODE:07                                                                  | 6月01日 | 故郷の初島で吹き荒れる恋の嵐!!  | 府川亮介   | 7.8%   |
| EPISODE:08                                                                  | 6月08日 | 過去と向き合う時… 恋が加速する  | 塚原あゆ子 | 8.5%   |
| EPISODE:09                                                                  | 6月15日 | 最大のピンチ その時隣にいる人は | 棚澤孝義   | 7.1%   |
| EPISODE:LAST                                                                | 6月22日 | 想い合うからこそ、未来へ…!      | 塚原あゆ子 | 8.6%   |
| 平均視聴率 8.0%（視聴率はビデオリサーチ調べ、関東地区・世帯・リアルタイム） |         |                                 |            |        |

- 初回は22時 - 23時12分の15分拡大放送。

## スピンオフドラマ
『着飾らない恋には理由があって』（きかざらないこいにはりゆうがあって）のタイトルで、動画配信サービス「Paravi」にて本編の『着飾る恋には理由があって』初回終了後に配信。主演は山下美月。

### キャスト（スピンオフドラマ）
- 茅野七海 - 山下美月（乃木坂46）[26]
- 秋葉亮 - 高橋文哉[26]
- 田神兼史 - 佐伯大地[26]
- 松下宏太郎 - 飯尾和樹（ずん）[26]

### スタッフ（スピンオフドラマ）
- 脚本 - 富安美尋[27]
- プロデュース - 新井順子[27]
- 演出 - 棚澤孝義[27]

- 制作 - TBSスパークル、TBS

### 配信日程（スピンオフドラマ）
| 各話         | 配信日  | サブタイトル         | 演出       |
| ------------ | ------- | -------------------- | ---------- |
| EPISODE:001  | 4月20日 | 同じところで戦わない | 塚原あゆ子 |
| EPISODE:002  | 4月27日 | 逃げない             | 棚澤孝義   |
| EPISODE:003  | 5月04日 | 青年の恩返し         | 棚澤孝義   |
| EPISODE:004  | 5月18日 | ただの後輩…?         | 府川亮介   |
| EPISODE:005  | 6月08日 | 距離感ってなに…?     | 棚澤孝義   |
| EPISODE:006  | 6月15日 | 先輩、後輩           | 府川亮介   |
| EPISODE:LAST | 6月22日 | わたしが着飾る理由   | 棚澤孝義   |

## YouTube企画

### TBS公式『YouTuboo』
1.『#ハルちゃんのお悩み相談室』
ドラマと連動した企画となっており、本編でオンラインカウンセラーの寺井陽人を演じる丸山隆平が、2021年4月14日からTwitterで募集したお悩みに答える企画となっている。
| 回 | 配信日  | 配信タイトル                               |
| -- | ------- | ------------------------------------------ |
| 1  | 5月08日 | 10代のうちにやっておいた方が良いこととは!? |
| 2  | 5月22日 | 緊張のほぐし方‼︎                            |
| 3  | 6月05日 | 人見知りに共感!?                           |

2.『川口春奈×横浜流星 #うちキュン カプセルトーク』
川口春奈と横浜流星がガチャガチャを回して、質問に答えていくスペシャル企画。 全3回。
3. 『豪華キャストが語る!! 1話の“うちキュン♡”ポイント!!〜制作発表会見〜』
4月17日に行われた制作発表の様子。
4.『#うちキュン 見どころトーク!! 』
キャストが次回の見どころなどについて語る。全9回。
5.『川口春奈×横浜流星 #うちキュン 思い出トーク!! 』
川口春奈と横浜流星が思い出のシーンや最終話の台本を読んだ感想を語る。全1回。

### 川口春奈オフィシャル『はーちゃんねる』
1. 【川口春奈×横浜流星】緊急生配信！
2. 【川口春奈×横浜流星】撮影終了！着飾らないトーク【着飾る恋】

## 公式ガイドブック
「公式うちキュン♥BOOK　着飾る恋には理由があって」（講談社 / ISBN 9784065245286）、2021年6月21日から発売。

## Blu-ray/DVD
2021年10月13日に発売。

## サウンドトラック
『TBS系 火曜ドラマ「着飾る恋には理由があって」オリジナル・サウンドトラック』（ティービーエスけい かようドラマ きかざるこいにはりゆうがあって オリジナル・サウンドトラック）は、神山羊・兼松衆・田渕夏海の共同制作による同タイトルドラマのサウンドトラック。2021年6月9日にAnchor Recordsから発売された。

### 商品詳細
規格
CD
規格品番
UZCL-2211
発売元
Anchor Records

### 収録曲
| #         | タイトル                 | 作詞  | 作曲・編曲 | 時間 |
| --------- | ------------------------ | ----- | ---------- | ---- |
| 1.        | 「Dress up」             |       |            | 2:15 |
| 2.        | 「Your story」           |       |            | 2:10 |
| 3.        | 「Day」                  |       |            | 1:42 |
| 4.        | 「Hover」                |       |            | 1:35 |
| 5.        | 「Cloud」                |       |            | 2:06 |
| 6.        | 「Fan」                  |       |            | 1:19 |
| 7.        | 「Buzz」                 |       |            | 2:00 |
| 8.        | 「Bouquet」              |       |            | 2:18 |
| 9.        | 「Dress up (Aco.mix)」   |       |            | 3:06 |
| 10.       | 「Your story (reprise)」 |       |            | 2:45 |
| 11.       | 「Your story -moved-」   |       |            | 2:28 |
| 12.       | 「Bouquet -cool-」       |       |            | 2:54 |
| 13.       | 「Bouquet (reprise)」    |       |            | 2:40 |
| 14.       | 「Your story -tense-」   |       |            | 2:35 |
| 15.       | 「Apartment」            |       |            | 2:41 |
| 16.       | 「Nail Art」             |       |            | 2:34 |
| 17.       | 「No,Thank you」         |       |            | 2:23 |
| 18.       | 「Minimalism」           |       |            | 4:09 |
| 19.       | 「SNS」                  |       |            | 2:54 |
| 20.       | 「Iris」                 |       |            | 2:32 |
| 21.       | 「Battle」               |       |            | 2:38 |
| 22.       | 「Stroke of Genius」     |       |            | 2:47 |
| 23.       | 「Chill Out」            |       |            | 2:22 |
| 24.       | 「Spring Overture」      |       |            | 2:24 |
| 25.       | 「Love」                 |       |            | 2:48 |
| 26.       | 「Curry BAL」            |       |            | 2:15 |
| 27.       | 「Overblaze」            |       |            | 2:59 |
| 28.       | 「Influencer」           |       |            | 2:35 |
| 29.       | 「Incident」             |       |            | 2:25 |
| 30.       | 「Minimalism (reprise)」 |       |            | 3:38 |
| 合計時間: | 合計時間:                | 76:12 |            |      |